# Anda (Bohol)
Anda è una municipalità di quinta classe delle Filippine, situata nella Provincia di Bohol, nella Regione del Visayas Centrale.
Anda è formata da 16 baranggay:
- Almaria
- Bacong
- Badiang
- Buenasuerte
- Candabong
- Casica
- Katipunan
- Linawan
- Lundag
- Poblacion
- Santa Cruz
- Suba
- Talisay
- Tanod
- Tawid
- Virgen